# 阮氏玄 (藝人)
阮氏玄（1985年7月4日—），越南模特，演员。来自海防。2001年，阮氏玄获得在头顿市举办的越南体育小姐选美比赛亚军。2004年，时为河内媒体报志学院学生时，在广宁省下龙市巡洲获得第九届越南小姐选美比赛冠军。
2004年末，阮氏玄代表越南参加在中国举行的世界小姐比赛，并入围Top15。现工作在传媒报纸学院媒体研究院。在越南上完大学二年级学期后，到英国伦敦米德爾塞克斯大學留学。在英国，通过一位朋友，阮氏玄认识并爱上了大她七岁的宋姓男子。经过近一年的相爱后，两人决定结婚，并在国外生下女儿。因仰慕中国女性宋庆龄，故给女儿取名宋庆龄。2009年阮氏玄夫妇回国，在河内生活。阮氏玄积极参加娱乐圈许多活动，担任MC，是越南VTV4电视频道编辑。2010年，歌手谭永兴在接受媒体采访时，间接透露阮氏玄已经离婚。离婚后，阮氏玄独自抚养女儿。2012年，在媒体报志学院读研究生。